# Elaiochóri
Elaiochóri (Κοτσκάρ, Elaiochori) är en ort i Grekland.   Den ligger i prefekturen Nomós Kaválas och regionen Östra Makedonien och Thrakien, i den nordöstra delen av landet, 300 km norr om huvudstaden Aten. Elaiochóri ligger 90 meter över havet och antalet invånare är 1 195.
Terrängen runt Elaiochóri är kuperad åt nordväst, men åt sydost är den platt. Havet är nära Elaiochóri åt sydost.  Närmaste större samhälle är Kavála, 19,1 km nordost om Elaiochóri. 